# 异𫫇洛尔
异𫫇洛尔是一种含氮有机化合物，化学式C
19H
26N
2O
3，能作为β受体阻滞剂，带有異噁唑基团。